# Peribán de Ramos
Peribán de Ramos es una localidad situada en la parte occidental del estado mexicano de Michoacán, cabecera del municipio de Peribán.

## Toponimia
El nombre Peribán proviene del idioma cuitlateco y se traduce como ‘lugar en donde hilan’, como derivación de los vocablos piruani ‘hilar’ o pirhuán ‘en donde hilan’. El complemento «de Ramos» hace referencia a la celebración del Domingo de Ramos, principal festividad de la población desde fines del siglo XIX.

## Historia
Sus habitantes fueron inducidos al cristianismo como casi todos los de esta zona, por fray Jacobo Daciano, fraile franciscano que llegó al occidente de Michoacán en el año de 1541. En 1765 el curato de Peribán registraba 145 familias «de razón» y 71 de indios, y comprendía el pueblo de San Francisco, ubicado al norte con 29 familias de indios y 11 «de razón», la Hacienda de San Ignacio ubicada hacia el sur que se registra como despoblada, la hacienda de Santa Cruz Ysiguaro, ubicada al poniente con 17 familias, el pueblo de Los Reyes con 25 familias «de razón» y «otras tantas de indios» y dentro de éste el trapiche de Santa Rosa con 14 familias de indios y 16 «de razón». También se encuentran registradas las siguientes Haciendas: San Sebastián, con 20 familias;  San Francisco, con 7; San Pedro con 13; San Antonio con 7; San Joseph con 10; la Hacienda del Salitre con 5 y la de Santa Clara con 17 familias. En una época fue muy abundante la manufactura de jícaras laqueadas a las que la gente llamaba peribanas. Actualmente cuenta con varias empacadoras de aguacate con opción a la exportación representando gran importancia de su actividad económica.

## Geografía
Su clima es tropical, templado con lluvias en verano. Tiene una precipitación pluvial anual de 1300 milímetros, con temperaturas que oscilan de 13.7 a 28.4 °C debido a que se encuentra ubicado a 1627 metros sobre el nivel del mar. Se ubica en el noreste del municipio de Peribán a 9 kilómetros de la ciudad de Los Reyes de Salgado.

## Demografía
Según datos del Instituto Nacional de Estadística y Geografía en el Censo General de Población y Vivienda de 2020 Peribán de Ramos cuenta con una población de 17 291 habitantes, de los cuales 8868 son hombres y 8784 son mujeres. Por su población es la 25.ª ciudad más poblada de Michoacán. Tuvo un crecimiento promedio de 1.4 % anual en el período 2010-2020 sobre la base de los 15 434 habitantes registrados en el censo anterior. Ocupa una superficie de 5.282 km², lo que determina al año 2020 una densidad de 3342 hab/km².
La población de Peribán de Ramos está mayoritariamente alfabetizada, (4.62 % de personas mayores de 15 años analfabetas, según relevamiento del año 2020), con un grado de escolaridad superior a los 7.5 años. Solo el 0.73 % se reconoce como indígena. El 95.6 % de los habitantes de Peribán de Ramos profesa la religión católica. 
En el año 2010 estaba clasificada como una localidad de grado medio de vulnerabilidad social. Según el relevamiento realizado, 6281 personas de 15 años o más no habían completado la educación básica —carencia conocida como rezago educativo—, y 8838 personas no disponían de acceso a la salud.

### Población de Peribán de Ramos 1900-2020
| Gráfica de evolución demográfica de Peribán de Ramos entre 1900 y 2020                            |
|                                                                                                   |
| Población de los censos del Instituto Nacional de Estadística y Geografía (INEGI) de 1910 a 2020. |

## Festividades
La principal fiesta de la localidad se celebra el Domingo de Ramos; es el último día de la cuaresma, que da principio a la Semana Santa.